# Pterolophia semicircularis
Pterolophia semicircularis är en skalbaggsart som beskrevs av Stefan von Breuning 1938. Pterolophia semicircularis ingår i släktet Pterolophia och familjen långhorningar.
Artens utbredningsområde är Ghana. Inga underarter finns listade i Catalogue of Life.